# العلاقات الأسترالية الدنماركية
العلاقات الأسترالية الدنماركية هي العلاقات الثنائية التي تجمع بين أستراليا والدنمارك.

## مقارنة بين البلدين
هذه مقارنة عامة ومرجعية للدولتين:
| وجه المقارنة                                              | أستراليا                                   | الدنمارك                                                     |
| --------------------------------------------------------- | ------------------------------------------ | ------------------------------------------------------------ |
| المساحة (كم2)                                             | 7.69 مليون                                 | 42.92 ألف                                                    |
| عدد السكان (نسمة)                                         | 24.51 مليون                                | 5.79 مليون                                                   |
| الكثافة السكانية (ن./كم²)                                 | 3.19                                       | 134.9                                                        |
| العاصمة                                                   | كانبرا، ملبورن                             | كوبنهاغن                                                     |
| اللغة الرسمية                                             | لغة إنجليزية                               | اللغة الدنماركية                                             |
| العملة                                                    | دولار أسترالي، جنيه إسترليني، جنيه أسترالي | كرونة دنماركية                                               |
| الناتج المحلي الإجمالي (بليون دولار)                      | 1.32 تريليون                               | 324.87 مليار                                                 |
| الناتج المحلي الإجمالي (تعادل القوة الشرائية) بليون دولار | 1.10 تريليون                               | 278.61 مليار                                                 |
| الناتج المحلي الإجمالي الاسمي للفرد دولار أمريكي          | 56.31 ألف                                  | 51.99 ألف                                                    |
| الناتج المحلي الإجمالي للفرد دولار أمريكي                 | 45.92 ألف                                  | 45.54 ألف                                                    |
| مؤشر التنمية البشرية                                      | 0.939                                      | 0.900                                                        |
| رمز المكالمات الدولي                                      | +61                                        | +45                                                          |
| رمز الإنترنت                                              | .au                                        | .dk                                                          |
| المنطقة الزمنية                                           |                                            | توقيت وسط أوروبا، ت ع م+02:00، ت ع م+01:00، أوروبا/كوبنهاجن ‏ |

## منظمات دولية مشتركة
يشترك البلدان في عضوية مجموعة من المنظمات الدولية، منها:
| علم المنظمة | اسم المنظمة                               | تاريخ انضمام أستراليا | تاريخ انضمام الدنمارك |
| ----------- | ----------------------------------------- | --------------------- | --------------------- |
|             | البنك الدولي للإنشاء والتعمير             | 5 أغسطس 1947          | 30 نوفمبر 1960        |
|             | بنك التنمية الآسيوي                       | 1966                  | 1966                  |
|             | يونسكو                                    | 4 نوفمبر 1946         | 4 نوفمبر 1946         |
|             | الاتحاد البريدي العالمي                   | ?                     | ?                     |
|             | نظام تحكم تكنولوجيا القذائف               | 1990                  | 1990                  |
|             | منظمة الشرطة الجنائية الدولية             | ?                     | ?                     |
|             | الأمم المتحدة                             | 1 نوفمبر 1945         | 24 أكتوبر 1945        |
|             | مؤسسة التنمية الدولية                     | 24 سبتمبر 1960        | 30 نوفمبر 1960        |
|             | منظمة التجارة العالمية                    | ?                     | 1995                  |
|             | وكالة ضمان الاستثمار متعدد الأطراف        | 10 فبراير 1999        | 12 أبريل 1988         |
|             | منظمة التعاون الاقتصادي والتنمية          | ?                     | ?                     |
|             | مجموعة أستراليا                           | 1985                  | 1985                  |
|             | الاتحاد الدولي للاتصالات                  | 27 مايو 1878          | 1866                  |
|             | مجموعة الموردين النوويين                  | ?                     | ?                     |
|             | مؤسسة التمويل الدولية                     | 20 يوليو 1956         | 20 يوليو 1956         |
|             | الفريق المعني برصد الأرض                  | ?                     | ?                     |
|             | منظمة حظر الأسلحة الكيميائية              | ?                     | ?                     |
|             | المركز الدولي لتسوية المنازعات الاستشارية | 1 يونيو 1991          | 24 مايو 1968          |

## أعلام
هذه قائمة لبعض الشخصيات التي تربطها علاقات بالبلدين:
- أدريان كويست (لاعب كرة مضرب أسترالي، 23 يناير 1913 – 17 نوفمبر 1991)
- ألبرت ليند (سياسي أسترالي، 21 فبراير 1878 – 26 يونيو 1964)
- ايسبن ستورم (26 مايو 1950 – 28 مارس 2011)
- إريكا هيناتز (ممثلة أسترالية، 25 مارس 1976 – )
- إيزابيلا أميرة الدنمارك (21 أبريل 2007 – )
- تشارلز روزنتال (سياسي أسترالي، 12 فبراير 1875[29] – 11 مايو 1954[29])
- جورج بيترسن (سياسي أسترالي، 13 مايو 1921 – 28 مارس 2000)
- جورج كريستنسن (سياسي أسترالي، 30 يونيو 1978 – )
- جوزفين أميرة الدنمارك (8 يناير 2011 – )
- ديفيد أندرسون (لاعب كرة سلة أسترالي، 23 يونيو 1980 – )
- فنسنت أمير الدنمارك (8 يناير 2011 – )
- كريستيان أمير الدنمارك (15 أكتوبر 2005 – )
- ماري أميرة الدنمارك (5 فبراير 1972 – )
- ماري هانسن (موسيقية أسترالية، 11 يناير 1966[30] – 9 ديسمبر 2002[30])
- ميان باغر (لاعبة غولف أسترالية، 25 ديسمبر 1966 – )

## وصلات خارجية
- موقع وزارة الخارجية الأسترالية
- موقع وزارة الخارجية الدنماركية